# U-223
| U-223                      | U-223 | U-223 |
| -------------------------- | --- | --- |
|                            | | |
|                            | | |
| U-278, подібний до U-223   | | |
| Під прапором               | Третій Рейх | Третій Рейх |
| Спуск на воду              | 16 квітня 1942 року | 16 квітня 1942 року |
| Виведений зі складу флоту  | 6 червня 1942 року | 6 червня 1942 року |
| Сучасний статус            | 30 березня 1944 року затоплений північно-східніше Палермо британськими есмінцями «Лафорей», «Тьюмалт», «Гамблдон» і «Бленкатра» | 30 березня 1944 року затоплений північно-східніше Палермо британськими есмінцями «Лафорей», «Тьюмалт», «Гамблдон» і «Бленкатра» |
| Проєкт                     | | |
| Тип ПЧ                     | Торпедний ДПЧ | Торпедний ДПЧ |
| Розробник проєкту          | Friedrich Krupp Germaniawerft, Кіль                                                                                             | Friedrich Krupp Germaniawerft, Кіль                                                                                             |
| Вартість                   | 4 439 000 ℛℳ | 4 439 000 ℛℳ |
| Основні характеристики     | | |
| Швидкість (надводна)       | 17,9 вузла | 17,9 вузла |
| Швидкість (підводна)       | 8 вузлів | 8 вузлів |
| Робоча глибина занурення   | 100 м | 100 м |
| Гранична глибина занурення | 220 м | 220 м |
| Автономність плавання      | 135—174 км на швидкості 4 вузли (в підводному положенні) 11 70 км на швидкості 10 вузлів (у надводному положенні)               | 135—174 км на швидкості 4 вузли (в підводному положенні) 11 70 км на швидкості 10 вузлів (у надводному положенні)               |
| Екіпаж                     | 44—60 осіб | 44—60 осіб |
| Розміри                    | | |
| Довжина найбільша (по КВЛ) | 67,1 м | 67,1 м |
| Ширина корпусу найб.       | 6,2 м | 6,2 м |
| Висота                     | 9,6 м | 9,6 м |
| Середня осадка (по КВЛ)    | 4,74 м | 4,74 м |
| Водотоннажність надводна   | 769 т | 769 т |
| Озброєння                  | | |
| Артилерія                  | 1 × 88-мм палубна гармата SK C/35                                                                                               | 1 × 88-мм палубна гармата SK C/35                                                                                               |
| Торпедно- мінне озброєння  | 4 носових і один кормовий ТА. 14 торпед або 26 мін TMA або 39 мін TMB                                                           | 4 носових і один кормовий ТА. 14 торпед або 26 мін TMA або 39 мін TMB                                                           |
| ППО                        | 2 × 20-мм зенітних гармати FlaK 30 Flakvierling                                                                                 | 2 × 20-мм зенітних гармати FlaK 30 Flakvierling                                                                                 |

U-223 — німецький підводний човен типу VIIC, що входив до складу Військово-морських сил Третього Рейху за часів Другої світової війни. Закладений 15 липня 1941 року на верфі Friedrich Krupp Germaniawerft у Кілі. Спущений на воду 16 квітня 1942 року, а 6 червня 1942 року корабель увійшов до складу ВМС нацистської Німеччини.
Увійшов до складу 8-ї навчальної флотилії, де проходив навчання до січня 1943 року. Після завершення тренувань перейшов до 6-ї флотилії ПЧ, а потім до 29-ї флотилії підводних човнів Крігсмаріне. З лютого 1943 по березень 1944 року здійснив 6 бойових походів, в яких потопив бойовий корабель та два транспортних судна, а також завдав невиправних пошкоджень одному військовому кораблю і вантажному судну.
29 березня 1944 року був виявлений сонаром ASDIC есмінця «Ульстер» північніше Палермо, який очолив полювання на німецький підводний човен. У ранкові години 30 березня U-223 був атакований північно-східніше Палермо глибинними бомбами британських есмінців «Лафорей» і «Тьюмалт», що вимусило його спливти на поверхню й вступити в артилерійську дуель з британськими кораблями. Незабаром підійшли есмінці «Гамблдон» і «Бленкатра» і внаслідок перестрілки німецький підводний човен був затоплений, втім U-223 встигнув потопити британський есмінець «Лафорей». З екіпажу U-223 23 людини загинули та 27 врятували британці.

## Командири
- Капітан-лейтенант Карл-Юрг Вехтер (6 червня 1942 — 12 січня 1944)
- Оберлейтенант-цур-зее Петер Герлах (12 січня — 30 березня 1944)

## Перелік затоплених U-223 суден у бойових походах
| №                                                         | Дата            | Назва      | Тип                                  | Належність      | Водотоннажність (брт) | Вантаж                                                                           | Конвой        | Результат та координати                                                                  | Наслідки атаки для екіпажу          | Прим. |
| --------------------------------------------------------- | --------------- | ---------- | ------------------------------------ | --------------- | --------------------- | -------------------------------------------------------------------------------- | ------------- | ---------------------------------------------------------------------------------------- | ----------------------------------- | --- |
| Перший похід (12.01—6.03.1943, 54 доби; Кіль—Сен-Назер)   |                 |            |                                      |                 |                       |                                                                                  |               |                                                                                          |                                     | |
| 1                                                         | 3 лютого 1943   | Dorchester | військове транспортне судно          | США             | 5649                  | особовий склад, 60 тюків з поштою, лісоматеріали, 1069 тонн генерального вантажу | Конвой SG 19  | потоплено 59°22′ пн. ш. 48°42′ зх. д. / 59.367° пн. ш. 48.700° зх. д.                    | 904 (675 загиблих та 229 врятовані) | Серед загиблих були Джон Патрік Вашингтон, Олександр Девід Гуд, Джордж Ленсінг Фокс і Кларк Вандерсал Полінг — капелани Корпусу капеланів армії Сполучених Штатів, що стали відомі як Четверо капеланів, які пожертвували своїм життям, щоби врятувати інших солдатів |
| 2                                                         | 23 лютого 1943  | Winkler    | танкер                               | Панама          | 6907                  | баласт                                                                           | Конвой ON 166 | потоплений 46°48′ пн. ш. 36°18′ зх. д. / 46.800° пн. ш. 36.300° зх. д.                   | 51 (19 загиблих та 32 врятовані)    | |
| Третій похід (14.09—16.10.1943, 33 доби; Сен-Назер—Тулон) |                 |            |                                      |                 |                       |                                                                                  |               |                                                                                          |                                     | |
| 3                                                         | 2 жовтня 1943   | Stanmore   | суховантажне судно                   | Велика Британія | 4970                  | 2500 тонн урядового майна, зокрема вибухівка та 207 тюків пошти                  | Конвой KMS 27 | завдано невиправних пошкоджень 36°41′ пн. ш. 1°10′ сх. д. / 36.683° пн. ш. 1.167° сх. д. | 59 (0 загиблих, усі врятовані)      | |
| Четвертий похід (20.11—17.12.1943, 28 діб; Тулон—Тулон)   |                 |            |                                      |                 |                       |                                                                                  |               |                                                                                          |                                     | |
| 4                                                         | 11 грудня 1943  | «Какмере»  | фрегат типу «Рівер»                  | Велика Британія | 1300                  |                                                                                  | Конвой KMS 34 | завдано невиправних пошкоджень 36°55′ пн. ш. 3°01′ сх. д. / 36.917° пн. ш. 3.017° сх. д. | ? (16 загиблих, решта врятовані)    | |
| Шостий похід (16.03—30.03.1943, 15 діб; Тулон—загибель)   |                 |            |                                      |                 |                       |                                                                                  |               |                                                                                          |                                     | |
| 5                                                         | 30 березня 1944 | «Лафорей»  | лідер ескадрених міноносців типу «L» | Велика Британія | 1935                  |                                                                                  |               | потоплений 38°54′ пн. ш. 14°18′ сх. д. / 38.900° пн. ш. 14.300° сх. д.                   | 258 (189 загинуло та 69 вціліло)    | |